# Tayloria hornschuchii
Tayloria hornschuchii är en bladmossart som beskrevs av Brotherus 1903. Tayloria hornschuchii ingår i släktet trumpetmossor, och familjen Splachnaceae. Inga underarter finns listade i Catalogue of Life.